# International Ad Hoc Committee
Das International Ad Hoc Committee, kurz IAHC, war eine der ersten Organisationen, die sich Gedanken über das Internet und die Vergabe von Domain-Namen machte.

## Beteiligte Organisationen
Diese Organisation schloss folgende Organisationen mit ein:
- Internet Society (ISOC)
- Internet Assigned Numbers Authority (IANA)
- Internet Architecture Board (IAB)
- Federal Networking Council (FNC)
- Internationale Fernmeldeunion (ITU)
- International Trademark Association (INTA)
- Weltorganisation für geistiges Eigentum (WIPO)

## Ergebnis der Arbeit
Das Ergebnis der Arbeit war ein "Memorandum of Understanding".
Es beschreibt ein Verfahren zur Vergabe und Verwaltung von Domain-Namen. Insbesondere zur Vergabe von Top-Level-Domain-Namen. Das "Generic Top Level Domain Memorandum of Understanding" kann von jedem und jeder Organisation unterzeichnet werden. Dieses Memorandum wurde bis jetzt von rund 226 Organisationen unterschrieben.
Die Organisation wurde am 1. Mai 1997 aufgelöst.
Heute haben diese Aufgabe Organisationen wie die POC bzw. ICANN übernommen.